# Lophocolea submuricata
Lophocolea submuricata là một loài Rêu trong họ Lophocoleaceae. Loài này được Herzog mô tả khoa học đầu tiên năm 1942.